# Sijera Leone
Sijera Leone je država u zapadnoj Africi na obali Atlantskog oceana. Na sjeveru i istoku graniči s Gvinejom, a na jugu s Liberijom. Ime Sijera Leone (španjolski Sierra León prema izvornom portugalskom Serra Leoa) znači "planine lavice". Sijera Leone zauzima površinu od 71 740 km2 (27% veća od Hrvatske) i procjenjuje se da u njoj živi između 5,4 do 6,4 milijuna stanovnika. U povijesti je poznata kao centar trgovine robljem. U Sijera Leoneu vlada tropska klima, s raznolikim okolišem od savana do kišnih šuma. Glavni grad je Freetown, koji je ujedno i najveći grad, ekonomski, obrazovni i financijski centar. Drugi najveći grad je Bo, a ostali veći gradovi su Kenema, Makeni i Koidu Town. 
Sijera Leone je podijeljena u 4 zemljopisne oblasti ili regije: Sjeverna, Istočna, Južna i Zapadna pokrajina, koje su dalje podijeljene u 14 oblasti ili županija. Svaka županija ima svoju direktno izabranu lokalnu vladu, poznatu kao županijsko vijeće. Sijera Leone ima 6 općina: Freetown, Bo, Kenema, Makeni, Koidu Town i Bonthe, koje direktno izabiru svoje općinsko vijeće, koje predvodi gradonačelnik. Sijera Leone je parlamentarna republika, članica Britanske zajednice naroda (eng. Commonwealth of Nations, ili kraće Commonwealth), kojoj je na čelu predsjednik države, koji je ujedno i predsjednik vlade Sijera Leonea. Zakonodavna vlast je nezavisna i na čelu joj je Vrhovni sud. Od nezavisnosti 1961. u Sijera Leoneu prevladavaju dvije glavne političke stranke: Narodna stranka Sijera Leonea (engl. Sierra Leone People's Party ili SLPP) i Svenarodni kongres (engl. All People's Congress ili APC). Postoje i druge političke stranke, ali bez većeg utjecaja na politiku. 
Glavna privredna grana je rudarstvo, posebno vezano uz dijamante, a Sijera Leonea spada u 10 najvećih proizvođača dijamanata u svijetu. Osim dijamanta, izvoz ruda ili mineralnih sirovina je njihov glavni dohodak, jer Sijera Leonea spada među najveće proizvođače titanija i boksita, a značajan je proizvođač i zlata u svijetu. Sijera Leonea ima među najvećim nalazištima u svijetu minerala rutila, koji se koristi kao snažni bijeli pigment u bojama i kao zaštitna obloga kod elektroda za zavarivanje. Usprkos prirodnim bogatstvima, 70% stanovnika živi u siromaštvu. 
U Sijera Leoneu prevladavaju muslimani (preko 60%), ali postoji i snažna kršćanska manjina. Sijera Leone se smatra među najtolerantnijim vjerskim nacijama u svijetu, budući da su prisutni brojni brakovi između različitih vjerskih pripadnika. Muslimani i kršćani surađuju vrlo dobro, a vjerski sukobi su vrlo rijetki. U Sijera Leoneu postoji 16 etničkih skupina, s vlastitim jezicima i običajima. Dvije najveće skupine su Mende (prevladavaju u jugoistočnom Sijera Leoneu) i Temne (prevladavaju u sjevernom Sijera Leoneu). Iako je engleski jezik službeni jezik, kojim se govori u školama i državnim ustanovama, glavni jezik za sporazumijevanje i trgovinu između različitih etničkih skupina je jezik Krio (mješavina engleskog i nekoliko domorodačkih afričkih jezika).
Između 1991. i 2002. je vladao oružani sukob između Vlade i gerilskog pokreta Revolucionarnog Ujedinjenog Fronta (RUF), u kojem je poginulo preko 50 000 ljudi, glavnina infrastrukture u državi je bilo uništeno, a preko 2 milijuna ljudi je bilo u izbjeglištvu (uglavnom u Gvineji je bilo preko milijun izbjeglica iz Sijera Leonea). Rat je bio obilježen brutalnostima, unakazivanjem civila i novačenjem djece, zbog čega je gerilski vođa Foday Sankoh optužen za ratne zločine, a okončan je vojnom intervencijom Ujedinjenog Kraljevstva i Gvineje 2000. Nakon što je 18. siječnja 2002. predsjednik države Ahmad Tejan Kabbah službeno objavio završetak građanskog rata, u Sijera Leoneu je zavladala demokracija. 

## Zemljopis
Duž obale prostire se do 100 km široka močvarna nizina, prekinuta planinskim poluotokom Sierra Leone na kojem se nalazi glavni grad Freetown. U unutrašnjosti se izdižu područja savana na sjeveru i brežuljkastih šuma na jugu, a na istoku se nalaze planine od kojih je najviša Bintimani (1 948 m) u lancu Loma. Sijera Leone je država na obali Atlantskog oceana i leži između 7º i 10º sjeverne zemljopisne širine; na sjeveru i istoku graniči s Gvinejom, a na jugu s Liberijom.
Sijera Leone zauzima površinu od 71 740 km2 (27% veća od Hrvatske) i procjenjuje se da u njoj živi između 5,4 do 6,4 milijuna stanovnika. Središnji dio je aluvijalna (nastala otapanjem ledenjaka) nizina, u kojoj ima šuma, grmlja i obradivog tla, koje čini 43% površine Sijera Leonea. Na sjeveru je mješavina šuma i savana, dok su na jugu kišne šume i obradivo tlo. Na zapadu je obala na Atlantskom oceanu duga oko 400 kilometara, u kojoj se mogu pronaći prekrasne uvale. Jedan dio obale pokrivaju močvare i šume mangrova. Glavni grad Freetown je smješten na poluotoku, koji okružuje treću najveću prirodnu luku na svijetu. 
Klima je tropska, s dva potpuno različita godišnja razdoblja, kišne sezone od svibnja do studenog i suhog razdoblja od prosinca do svibnja, u kojem je prisutan harmatan, hladni i suhi vjetar koji puše iz Sahare, pa noćne temperature spušta i do 16 ºC. Prosječna temperatura je 26 °C, a može porasti i do 36 °C.

### Prirodni okoliš
Ljudske aktivnosti vode do sve većeg uništavanja prirodnog okoliša u Sijera Leoneu, uključujući neobnovljivo korištenje obradivog tla, osiromašenja zemljišta i sve većeg gubitka vode, pretjerane sječe šuma zbog dobivanja ogrijevnog drva, povećanja područja za pašnjake i sve veću urbanizaciju. Krčenje šuma predstavlja glavnu opasnost za uništavanje i osiromašenje prirodnog okoliša, a smatra se da je ono poraslo 7,3% za vrijeme oružanog sukoba od 1991. do 2002.
Afrički divlji pas je gotovo istrebljen u Sijera Leoneu. Formalno postoji 55 zaštićenih područja koja pokrivaju 4,5% zemljišta. U Sijera Leoneu je poznato 2090 vrsta viših biljaka, 147 vrsta sisavaca, 626 vrsta ptica, 67 vrsta gmazova, 35 vrsta vodozemaca i 99 vrsta riba. U zadnje vrijeme postoji sve veća opasnost od nedozvoljenog ribolova, koje je u nekih područjima jedini izvor prihoda za lokalno stanovništvo. Od 2005. se radi na zaštiti kišnih šuma u nacionalnom parku Gola, u jugoistočnom dijelu Sijera Leonea. Nacionalni park Outamba-Kilimi je smješten na sjeverozapadu Sijera Leonea, u blizini granice s Gvinejom. 

## Povijest
Tragovi ljudskih naselja u Sijera Leoneu potječu još iz mlađeg kamenog doba ili neolitika, a stari su preko 2500 godina. Bantu-plemena Mende (u jugoistočnom Sijera Leoneu) i Temne (u sjevernom Sijera Leoneu) živjela su u svojim plemenskim savezima. Željezo se počelo koristiti u 9. stoljeću, tako da se poljoprivreda počela razvijati od 10. stoljeća na obalama Atlantskog oceana. Guste kišne šume su štitile Sijera Leone od islamskog utjecaja, koje je provodilo Malijsko Carstvo, ali ipak utjecaj islama je sve više jačao od 18. stoljeća.
Godine 1462. Portugalac Pedro de Sintra dopro je do obala današnjeg Sijera Leonea. Uskoro je na ovom području osnovan veći broj europskih trgovačkih postaja (Nizozemci, Francuzi i Britanci), a svi su ih koristili za prodaju robova. U prvo naselje Granville Town je doselilo dosta crnaca, bivših robova koji su služili u britanskoj vojsci za vrijeme Američkog rata za neovisnost, te prebjegli i oslobođeni robovi koji su našli utočište u Engleskoj. Bolesti i neprijateljstvo domorodaca su potjerali prvu grupu doseljenika, pa je tek druga grupa od 64 kolonizatora uspjela održati naselje. 1787. britanski su filantropi osnovali naselje Freetown za oslobođene robove koje je 1808. godine postalo britanska krunska kolonija. Temelj društva u Freetownu je 400 robova koje su s brodova za prijevoz roblja spasili britanski brodovi, te ih 1787. iskrcali zajedno s 30 bijelih prostitutki iz londonskih predgrađa.
Za vrijeme kolonijalne vladavine Britanaca u Sijera Leoneu, domorodačko stanovništvo je podignulo nekoliko neuspješnih pobuna, od kojih su najveće 1898., 1955. i 1956. godine. Značajno je napomenuti da je tvtka De Beers dobila 1935. godine koncesiju na sve rudnike u Sijera Leoneu, u trajanju od 98 godina. Od 1924. godine Sijera Leone je podijeljen na koloniju i protektorat, s dva različita politička uređenja, što je postalo izvor sve većih sukoba. Potkraj kolonijalnoga doba u Sijera Leoneu je bilo 1 766 615 domorodaca prema 598 Europljana.
Dana 27. travnja 1961. godine zemlja je dobila neovisnost i postala članicom Commonwealtha. Prvi predsjednik bio je Siaka Stevens. Nakon vojnih udara 1967. i 1968. proglašena je republika. 1977. vladajuća stranka Svenarodni kongres (APC) je promijenila Ustav, stvorivši jednopartijski sustav u državi, što je dovelo do velikih nemira, koje je vojska i policija ugušila. Nakon što je Siaka Stevens otišao u mirovinu 1985., njegovi nasljednici su obilježili sve veću korupciju u državi. 1987. novi predsjednik Joseph Saidu Momoh je zatvorio više od 60 političkih protivnika, dok su šestorica doživjela i smrt vješanjem 1989. godine. 

### Gradanski rat od 1991. do 2001.
Godine 1991. započeo je oružani sukob Vlade i gerilskog pokreta Revolucionarnog Ujedinjenog Fronta (RUF) koji se borio, uz podršku liberijskog predsjednika Charlesa Taylora, za pravedniju raspodjelu prihoda dobivenih prodajom dijamanata. Sijeraleonski pobunjenici ili RUF nisu, kako im ime to govori, bili ni revolucionari ni kontrarevolucionari, nisu bili niti borci za slobodu ili pravdu. Nastali kao paravojska liberijskoga predsjednika Charlesa Taylora, u početku su propagirali borbu protiv korumpirane vlasti, ali vrlo brzo je postao jasan njihov pravi cilj – kontrola rudnika dijamanata. 1996. RUF ne samo da je kontrolirao sve veće rudnike dijamanata u Sijera Leoneu, nego je gotovo osvojio i Freetown. Svoje pristalice stjecali su svakodnevno sijući strah i teror. Pod okriljem noći upadali su u sela, odvodili bi muškarce, a onima koji bi odbili poći s njima odsijecali su ruke. Pohlepa za dijamantima bila je tolika, da danas u Sijera Leoneu živi 30 000 ljudi bez ruku. Ludilu i kaosu, ili kako su Sijeraleonci rekli, prokletstvu dijamanata, tada se nije nazirao kraj. Gotovo sve postrojbe koje su se tada borile za rudnike da bi povećale broj svojih pripadnika, počele su otimati djecu po selima stvarajući od njih vojnike.
Nakon što je na kopu pronađen dijamant, vlasnik ga zatim odnosi u Bo, drugi sijeraleonski grad po veličini. Tamo ima na stotine neuglednih ureda koji otkupljuju dijamante. Ručno naslikane reklame donosiocu nebrušenih dijamanata ne obećavaju novac, već vreću od 50 kg brašna, lopatu, hlače. Otkupljivači dragog kamenja mahom su Arapi, i to Libanonci. Nakon što je dijamant dospio njima u ruke, uz određenu naknadu prebacuju ga u Freetown. Tada u posjed dijamanata dolaze međunarodni krijumčari, koji ih nerijetko skrivene u čarapama prebacuju u Europu. Tada brusionice u Belgiji ili Nizozemskoj, ne samo da im daju sjaj nego im i ustostruče cijenu. Najveći dijamant ikada pronađen u Sijera Leoneu je veličanstveni ‘The Star of Sierra Leone’, veličine 969 karata. Neučinkovite odnosno nepostojeće uredbe otvorile su ovim “krvavim dijamantima” slobodan put do međunarodnog tržišta, koji se prodaju kupcima koji i ne znajući za njihovo porijeklo kupuju taj isti kamenčić u ime ljubavi.
Rat je bio obilježen brutalnostima, unakazivanjem civila i novačenjem djece, zbog čega je gerilski vođa Foday Sankoh optužen za ratne zločine, a okončan je vojnom intervencijom Ujedinjenog Kraljevstva i Gvineje 2000. U sukobu je poginulo preko 50 000 ljudi, glavnina infrastrukture u državi je bila uništena, a preko 2 milijuna ljudi je bilo u izbjeglištvu (uglavnom u Gvineji je bilo preko milijun izbjeglica iz Sijera Leonea).

## Regije i županije
Sijera Leone je podijeljena u 4 zemljopisne oblasti ili regije: Sjeverna, Istočna, Južna i Zapadna pokrajina, koje su dalje podijeljene u 14 oblasti ili županija. Svaka županija ima svoju izravno izabranu mjesnu vladu, poznatu kao županijsko vijeće. Sijera Leone ima 6 općina: Freetown, Bo, Kenema, Makeni, Koidu Town i Bonthe, koje direktno izabiru svoje općinsko vijeće, koje predvodi gradonačelnik. Sijera Leone je parlamentarna republika, članica Britanske zajednice naroda (eng. Commonwealth of Nations, ili kraće Commonwealth), kojoj je na čelu predsjednik države, koji je ujedno i predsjednik vlade Sijera Leonea. Zakonodavna vlast je nezavisna i na čelu joj je Vrhovni sud. Od nezavisnosti 1961. u Sijera Leoneu prevladavaju dvije glavne političke stranke: Narodna stranka Sijera Leonea (engl. Sierra Leone People's Party ili SLPP) i Svenarodni kongres (engl. All People's Congress ili APC). Postoje i druge političke stranke, ali bez većeg utjecaja na politiku. 
| Županija             |             | Površina km2 | Regija             | Stanovništvo (popis iz 2004.) | Stanovništvo (procjenjeno 2008.) |
| -------------------- | ----------- | ------------ | ------------------ | ----------------------------- | -------------------------------- |
| Županija Bombali     | Makeni      | 7 985        | Sjeverna pokrajina | 408 390                       | 424 100                          |
| Županija Koinadugu   | Kabala      | 12 121       | Sjeverna pokrajina | 265 758                       |                                  |
| Županija Port Loko   | Port Loko   | 5 719        | Sjeverna pokrajina | 455 746                       | 483 752                          |
| Županija Tonkolili   | Magburaka   | 7 003        | Sjeverna pokrajina | 347 197                       | 370 425                          |
| Županija Kambia      | Kambia      | 3 108        | Sjeverna pokrajina | 270 462                       | 299 725                          |
| Županija Kenema      | Kenema      | 6 053        | Istočna pokrajina  | 497 948                       | 522 656                          |
| Županija Kono        | Koidu Town  | 5 641        | Istočna pokrajina  | 335 401                       |                                  |
| Županija Kailahun    | Kailahun    | 3 859        | Istočna pokrajina  | 358 190                       | 389 253                          |
| Županija Bo          | Bo          | 5 473,6      | Južna pokrajina    | 463 668                       | 527 131                          |
| Županija Bonthe      | Mattru Jong | 3 468        | Južna pokrajina    | 129 947                       | 137 155                          |
| Županija Pujehun     | Pujehun     | 4 105        | Južna pokrajina    | 228 392                       | 262 073                          |
| Županija Moyamba     | Moyamba     | 6 902        | Južna pokrajina    | 260 910                       |                                  |
| Zapadna gradska zona | Freetown    | 3 568        | Zapadna pokrajina  | 1 272 873                     | 1 473 873                        |
| Zapadna seoska zona  | Waterloo    | 4 175        | Zapadna pokrajina  | 174 249                       | 205 400                          |

## Stanovništvo
Najveće etničke skupine su Mende (34,6%), Temne (31,7%), Limba (8,4%) i Kono (5,2%). Većina stanovnika su muslimani (60%), slijede pripadnici domaćih religija (30%) i kršćani (10%). Procjenjuje se da je u Sijera Leoneu 2010. živjelo 5 245 695 stanovnika, s porastom stanovništva od 2,216% godišnje. Od sveukupnog stanovništva 41,7% je mlađih ispod 15 godina. 62% stanovništva živi na selu, izvan gradova, ali se sve više ljudi naseljava u gradovima, i to 2,9% godišnje. Gustoća stanovništva se dosta razlikuje, pa je tako u Zapadnoj gradskoj zoni, uključujući glavni grad Freetown, gustoća stanovništva 1224 osoba po četvornom kilometru, dok je na primjer u županiji Koinadugu gustoća stanovništva 21,4 osobe po četvornom kilometru. Očekivana prosječna životna dob je 41 godinu. 
Iako je engleski jezik službeni jezik, kojim se govori u školama i državnim ustanovama, glavni jezik za sporazumijevanje i trgovinu između različitih etničkih skupina je jezik Krio (mješavina engleskoga i nekoliko domorodačkih afričkih jezika) i govori ga 97% stanovništva. 
| Redoslijed | Ime grada        | Županija             | Naseljenost |
| ---------- | ---------------- | -------------------- | ----------- |
| 1          | Freetown         | Zapadna gradska zona | 853 651     |
| 2          | Bo               | Županija Bo          | 233 684     |
| 3          | Kenema           | Županija Kenema      | 182 106     |
| 4          | Makeni           | Županija Bombali     | 109 125     |
| 5          | Koidu Town       | Županija Kono        | 92 770      |
| 6          | Lunsar           | Županija Port Loko   | 24 450      |
| 7          | Port Loko        | Županija Port Loko   | 23 195      |
| 8          | Pandebu-Tokpombu | Županija Kenema      | 20 219      |
| 9          | Kabala           | Županija Koinadugu   | 19 074      |
| 10         | Waterloo         | Zapadna gradska zona | 18 579      |

### Religije u Sijera Leoneu
U Sijera Leoneu prevladavaju muslimani (preko 60%), ali postoji i snažna kršćanska manjina. Sijera Leone se smatra među najtolerantnijim vjerskim nacijama u svijetu, budući da su prisutni brojni brakovi između različitih vjerskih pripadnika. Muslimani i kršćani surađuju vrlo dobro, a vjerski sukobi su vrlo rijetki.

### Etničke skupine
U Sijera Leoneu postoji 16 etničkih skupina, s vlastitim jezicima i običajima. Dvije najveće skupine su Temne, kojih ima 35% (prevladavaju u sjevernom Sijera Leoneu) i Mende, kojih ima 31% (prevladavaju u jugoistočnom Sijera Leoneu). Sijera Leone se smatra među najtolerantnijim etničkim i vjerskim nacijama u svijetu, budući da su prisutni brojni brakovi između različitih etničkih pripadnika. Za Temne se smatra da su došli iz Gvineje. 
| Etničke skupine u Sijera Leoneu |
| ------------------------------- |
| Temne                           |
| Mende                           |
| Limba                           |
| Kono                            |
| Mandingo                        |
| Krio                            |
| Fula                            |
| Kuranko                         |
| Sherbro                         |
| Susu                            |
| Loko                            |
| Kissi                           |
| Yalunka                         |
| Vai                             |

Treća po veličini etnička skupina su Limba, kojih ima 8,5% i predstavljaju domorodačko stanovništvo Sijera Leonea. Najviše ih ima u sjevernom dijelu države. Prvi predsjednik Siaka Stevens i drugi predsjednik Joseph Saidu Momoh su etnički Limbe.

## Gospodarstvo
Sijera Leone je krajnje siromašna zemlja s velikom nejednakošću u raspodjeli nacionalnog bogatstva. Posjeduje značajna mineralna bogatstva i poljoprivredne resurse, ali nedostatak gospodarske i društvene infrastrukture koči razvoj. Dvije trećine stanovništva bavi se nekomercijalnom poljoprivredom. Glavni izvozni proizvod su naplavni dijamanti, a zemlja ovisi i o inozemnoj pomoći koja je u 2004. iznosila preko 600 milijuna USD. BDP je za 2004. procijenjen na 600 USD po stanovniku (mjereno po PKM-u).
Nakon oružanog sukoba od 1991. do 2002., Sijera Leone se pomalo gospodarski oporavlja, pokazujući znakove porasta investicija i povjerenja potrošača. Glavna privredna grana je rudarstvo, posebno vezano uz dijamante, a Sijera Leonea spada u 10 najvećih proizvođača dijamanata u svijetu. Osim dijamanta, izvoz ruda ili mineralnih sirovina je njihov glavni dohodak, jer Sijera Leonea spada među najveće proizvođače titanija i boksita, a značajan je proizvođač i zlata u svijetu. Sijera Leonea ima među najvećim nalazištima u svijetu minerala rutila, koji se koristi kao snažni bijeli pigment u bojama i kao zaštitna obloga kod elektroda za zavarivanje. Usprkos prirodnim bogatstvima, 70% stanovnika živi u siromaštvu. Godišnja proizvodnja dijamanata u Sijera Leoneu se procjenjuje od 250 do 300 milijuna američkih dolara. Jedan dio se prokrijumčari, kao dio pranja novca za plaćanje nezakonitih radnji, iako je to sve više u opadanju. 
Udio u bruto domaćem proizvodu po privrednim granama (2007.)
Udio u bruto domaćem proizvodu po privrednim granama (2007.)
| Redoslijed | Privredna grana           | Postotak u BDP |
| ---------- | ------------------------- | -------------- |
| 1          | Poljoprivreda             | 58,5%          |
| 2          | Ostale usluge             | 10,4%          |
| 3          | Trgovina i turizam        | 9,5%           |
| 4          | Trgovina na veliko i malo | 9,0%           |
| 5          | Rudarstvo                 | 4,5%           |
| 6          | Vladine usluge            | 4,0%           |
| 7          | Proizvodnja i rukotvorine | 2,0%           |
| 8          | Izgradnja                 | 1,7%           |
| 9          | Elektrane                 | 0,4%           |

## Epidemija kolere u Sijera Leoneu 2012.
Epidemija kolere u Sijera Leoneu 2012. je do kraja kolovoza 2012. dovela do smrti 350 ljudi.  Ovo je najgora epidemija u Sijera Leoneu u zadnjih 15 godina. Međunarodne zdravstvene organizacije (Liječnici bez granica, Crveni križ i ostali) čine sve da obuzdaju širenje kolere, koja je pogodila i susjednu Gvineju, gdje je od kolere od veljače umrlo 82 ljudi. Izvanredno stanje zbog epidemije kolere proglašeno je 16. kolovoza 2012. u Sijera Leoneu. Tamošnje vlasti na ovaj su se potez odlučile nakon što je broj smrtnih slučajeva u ovoj godini značajno porastao, a broj zaraženih opasno približio brojci od 11 600 ljudi. Pretpostavlja se da je u Gvineji i Sijera Leone zaraženo zajedno preko 17 400 ljudi. Odluka je objavljena nakon sastanka članova tamošnje vlade s predstavnicima Svjetske zdravstvene organizacije i UNICEF-a. Vlada Sijera Leonea odmah je stvorila specijalne snage za borbu protiv epidemije.

## Epidemija ebole u Zapadnoj Africi 2014.
Epidemija ebole u Zapadnoj Africi 2014. je izbila u tri zapadnoafričke države: Gvineji, Sijera Leoneu i Liberiji, a jedan slučaj je prenesen u Nigeriju (iz Liberije). Prema posljednjim podatcima Svjetske zdravstvene organizacije od 6. kolovoza opasni virus ebole je od veljače do sada usmrtio 932 osobe od ukupno 1711 oboljelih. Epidemija je prvo započela u veljači 2014. u Gvineji, a zatim se proširila na Liberiju i Sijera Leone. To je do sada najveća epidemija ebole od 1976., kada je prvi puta otkrivena u blizini rijeke Ebola u Demokratskoj Republici Kongo (tadašnji Zair). Prva vrsta koja je otkrivena (a djeluje trenutno i u Zapadnoj Africi), ujedno ima i najveću smrtnost je virus Zaïr (prije nazivana virus Zaïr Ebola). Smrtnost oboljelih od ove vrste virusa kreće se oko 83% prosječno u posljednjih 28 godina. Ova vrsta virusa i najčešće uzrokuje izbijanja zaraze i odnosu na ostale viruse ebole.
Jedan od najvećih svjetskih stručnjaka za ebolu, Sheik Umar Khan preminuo je od opake bolesti dok je liječio zaražene u Sijera Leoneu. Cijenjeni virolog zarazio se dok je liječio više od 100 oboljelih u jednom od najvećih centara za dijagnosticiranje ebole u Kenemi.

## Vanjske poveznice
- - SierraLeone.com